# Rákoscsaba
Rákoscsaba utgör en del av Budapests XVII:e distrikt, men var fram till år 1950 en egen stad. Rákoscsaba har drygt 13 400 invånare.